# Dreptul concurenței
Dreptul concurenței reprezintă ramura dreptului care are ca scop promovarea și menținerea concurenței pe piață prin reglementarea comportamentului anticoncurențial al întreprinderilor. Legea concurenței se aplică prin intermediul măsurilor de drept public și privat. De asemenea, este cunoscută sub denumirile de drept antimonopol și antitust.
Istoria dreptului concurenței își are rădăcinile în perioada Imperiului Roman. Practicile comerciale ale comercianților de pe piață, breslelor și autorităților au fost întotdeauna supuse controlului și, uneori, sancțiunilor severe. Începând cu secolul al XX-lea, dreptul concurenței a dobândit o dimensiune globală. Cele mai importante și influente două sisteme de reglementare a concurenței sunt dreptul antitrust din Statele Unite ale Americii și dreptul concurenței al Uniunii Europene. Autoritățile naționale și regionale de concurență din întreaga lume au creat rețele internaționale de cooperare și aplicare.
Dreptul concurenței modern a evoluat istoric la nivel național pentru a promova și a menține concurența loială pe piețe, în principal, în limitele teritoriale ale statelor naționale. Legea națională a concurenței nu reglementează, de obicei, activitatea dincolo de frontierele naționale, cu excepția cazurilor în care aceasta produce efecte semnificative la nivel național. Statele pot aplica jurisdicția extratereitorială în cazurile de concurență pe baza așa-numitei „doctrine a efectelor”. Protecția concurenței internaționale este reglementată prin acorduri internaționale de concurență. În 1945, în timpul negocierilor premergătoare adoptării Acordului General pentru Tarife și Comerț (GATT) în 1947, au fost propuse obligații limitate de concurență internațională în cadrul Cartei pentru Organizația Comerțului Internațional. Aceste obligații nu au fost incluse în GATT, dar în 1994, odată cu finalizarea negocierilor multilaterale GATT din Runda Uruguay, a fost creată Organizația Mondială a Comerțului (OMC). Acordul de instituire a OMC a inclus o serie de prevederi limitate privind diferite aspecte ale concurenței transfrontaliere, pe o bază sectorială. Legea concurenței nu a reușit să împiedice monopolizarea activității economice. „Economia globală este dominată de o mână de puternice corporații transnaționale (TNC).... Doar 737 de deținători de top acumulează 80% din controlul asupra valorii tuturor... controlul rețelei este mult mai inegal distribuit decât bogăția. În special, actorii de top dețin un control de zece ori mai mare decât ceea ce s-ar putea aștepta în funcție de averea lor... Lucrările recente au arătat că atunci când o rețea financiară este foarte dens conectată, este într-adevăr predispusă la riscuri sistemice rețeaua este aparent robustă, în vremuri intră în dificultate simultan.

## Elementele cheie ale dreptului concurenței
Dreptul concurenței are trei elemente principale:
- Interzicerea acordurilor sau practicilor care restrâng comerțul liber și concurența între întreprinderi. Acest lucru include, în mod special, restricționarea comerțului liber cauzată de carteluri.
- Interzicerea comportamentului abuziv al unei întreprinderi care deține o poziție dominantă pe piață, sau a practicilor anticoncurențiale care tind să conducă la obținerea unei astfel de poziții dominante. Printre aceste practici se numără stabilirea prețurilor de ruinare, legarea vânzărilor, stabilirea prețurilor exagerate și refuzul de a comercializa.
- Supravegherea fuziunilor și achizițiilor de mari dimensiuni, inclusiv a unor companii mixte. Tranzacțiile considerate a amenința procesul concurențial pot fi complet interzise sau aprobate sub rezerva „măsurilor corective” (sau „remediilor”), cum ar fi obligația de a ceda o parte din afacerea fuzionată sau de a oferi licențe ori acces la facilități pentru a permite altor întreprinderi să continue să concureze.

Substanța și aplicarea dreptului concurenței variază de la o jurisdicție la alta. Protejarea intereselor consumatorilor (bunăstarea consumatorilor) și asigurarea că întreprinzătorii au oportunitatea de a concura în economia de piață sunt adesea considerate obiective importante. Dreptul concurenței este strâns legat de legislația privind dereglementarea accesului pe piețe, ajutoarele de stat și subvențiile, privatizarea bunurilor de stat și înființarea de autorități de reglementare independente în sector, printre alte politici orientate spre ofertă. În ultimele decenii, dreptul concurenței a fost văzut ca un mod de a oferi servicii publice mai bune. Robert Bork a argumentat că legislația privind concurența poate avea efecte adverse atunci când reduce concurența prin protejarea concurenților ineficienți și atunci când costurile intervenției legale depășesc beneficiile pentru consumatori.

## Istorie

### Legislația romană
Un exemplu timpuriu al dreptului concurenței a fost adoptat în perioada Republicii Romane în jurul anului 50 î.Hr. Pentru a proteja comerțul cu cereale, au fost impuse amenzi severe asupra persoanelor care opreau în mod direct, deliberat și insidios navele de aprovizionare, o măsură destinată să asigure fluxul constant al bunurilor esențiale și să prevină perturbările economice. În perioada domniei lui Dioclețian, în anul 301 d.Hr., un edict a instituit pedeapsa cu moartea pentru cei care încălcau sistemul tarifar, de exemplu, prin cumpărarea, ascunderea sau provocarea penuriei de bunuri de consum cotidian. Această măsură reflecta o preocupare profundă pentru menținerea echilibrului economic și protejarea consumatorilor de speculații și abuzuri comerciale.
Mai târziu, constituția lui Zenon din anul 483 d.Hr. a introdus reglementări suplimentare care au influențat legile municipale florentine din 1322 și 1325. Aceste reglementări prevedea confiscarea proprietății și exilul pentru orice combinație comercială sau acțiune concertată a monopolurilor private sau conferite de Împărat, reprezentând una dintre primele încercări de a reglementa și preveni abuzurile de putere în comerț. Zenon a revocat toate drepturile exclusive acordate anterior, subliniind schimbările în politica imperială privind monopolurile și accentuând importanța concurenței echitabile în economie.
Ulterior, Iustinian I a introdus legislația care prevedea plata funcționarilor pentru gestionarea monopolurilor de stat, un pas important în profesionalizarea administrației comerciale și în consolidarea controlului statului asupra economiei. Aceste reglementări timpurii au influențat dezvoltarea ulterioară a dreptului concurenței, oferind un cadru de referință pentru legislația medievală și modernă și punând bazele unor principii de reglementare a concurenței care sunt încă relevante astăzi.

### Evul mediu
Legislația din Anglia pentru controlul monopolurilor și al practicilor restrictive era în vigoare cu mult înainte de Cucerirea Normandă. Domesday Book (un registru detaliat realizat în 1086 pentru a evalua proprietățile și resursele din Anglia) menționează că „foresteel” (adică specula, practica de a achiziționa mărfuri înainte de a ajunge pe piață, cu scopul de a crește artificial prețurile) era una dintre cele trei infracțiuni care atrăgeau confiscarea bunurilor de către regele Eduard Confesorul în întreaga Anglie. Îngrijorările legate de menținerea unor prețuri echitabile au condus, de asemenea, la încercări de reglementare directă a pieței. Sub domnia lui Henric al III-lea, în 1266 a fost promulgată o lege care fixa prețurile pentru pâine și bere în funcție de prețul cerealelor stabilit de asize. Pedepsele pentru încălcarea legii includeau amenzi (amercements), expunerea la stâlpul infamiei (pillory) și transportul umilitor într-un căruț (tumbrel). Un statut din secolul al XIV-lea îi descria pe speculanți ca fiind „asupritori ai săracilor și ai comunității în general și dușmani ai întregii țări”. Sub domnia lui Edward al III-lea, Statutul Muncitorilor din 1349 fixa salariile artizanilor și muncitorilor și decreta că alimentele trebuiau vândute la prețuri rezonabile. Pe lângă pedepsele deja existente, statutul prevedea că negustorii care supraîncărcau prețurile trebuiau să plătească părții vătămate de două ori suma încasată, o prevedere care a anticipat daunele compensatorii triple din legislația antitrust a SUA. Tot sub domnia lui Edward al III-lea, o altă prevedere statutară interzicea combinațiile comerciale:
„... am ordonat și stabilit ca niciun negustor sau altă persoană să nu facă confederații, conspirații, înțelegeri, comploturi sau murmurări rău intenționate în niciun fel care ar putea duce la împiedicarea, tulburarea, subminarea sau declinul acestor centre comerciale (Staples) sau a oricărei activități care ține de ele.”
În Europa continentală, principiile concurenței s-au dezvoltat în cadrul lex mercatoria. Exemple de legislație care consfințește principiile concurenței includ Statutele Constitutiones Juris Metallici, emise de Wenceslaus al II-lea al Boemiei între 1283 și 1305, care condamnau acordurile dintre comercianții de minereu ce majorau prețurile; Statutele Municipale din Florența din 1322 și 1325, care urmau legislația lui Zenon împotriva monopolurilor de stat; iar sub domnia Împăratului Carol al V-lea în Sfântul Imperiu Roman, a fost adoptată o lege „pentru a preveni pierderile rezultate din monopoluri și contracte abuzive pe care mulți negustori și meșteșugari le încheiau în Țările de Jos”. În 1553, Henric al VIII-lea al Angliei a reintrodus tarife pentru provizii alimentare, menite să stabilizeze prețurile în fața fluctuațiilor aprovizionării din străinătate. Astfel, legislația prevedea că, deși:
„este foarte dificil să se stabilească prețuri fixe pentru astfel de bunuri... [este necesar deoarece] prețurile acestor provizii sunt adesea mărite din cauza lăcomiei și apetitului nesățios al deținătorilor acestor provizii, prin acțiuni de engross și regratare (regrating) la prețuri ridicate, mai mult decât pe baza unui motiv rezonabil sau just, ceea ce cauzează mari pagube și sărăcirea supușilor Regelui.”
În această perioadă, organizații care reprezentau diverse categorii de meseriași și artizani, cunoscute sub numele de bresle, s-au dezvoltat și beneficiau de numeroase concesii și derogări de la legile împotriva monopolurilor. Breslele, având un rol esențial în reglementarea meseriilor și în controlul calității produselor, au exercitat o influență considerabilă asupra economiei locale. Privilegiile acordate acestor organizații nu au fost abrogate decât prin Legea Corporațiilor Municipale din 1835, o lege britanică destinată reformării sistemului administrativ local și desființării privilegiilor comerciale. Această legislație a marcat un moment crucial în procesul de reformare a cadrului economic și legislativ din Regatul Unit, consolidând un sistem modern menit să prevină monopolurile și să promoveze concurența liberă. Abolirea privilegiilor breslelor a avut un impact semnificativ asupra piețelor, favorizând o concurență mai echitabilă și modernizând structurile comerciale ale vremii.

### Dreptul concurenței în Europa în perioada timpurie

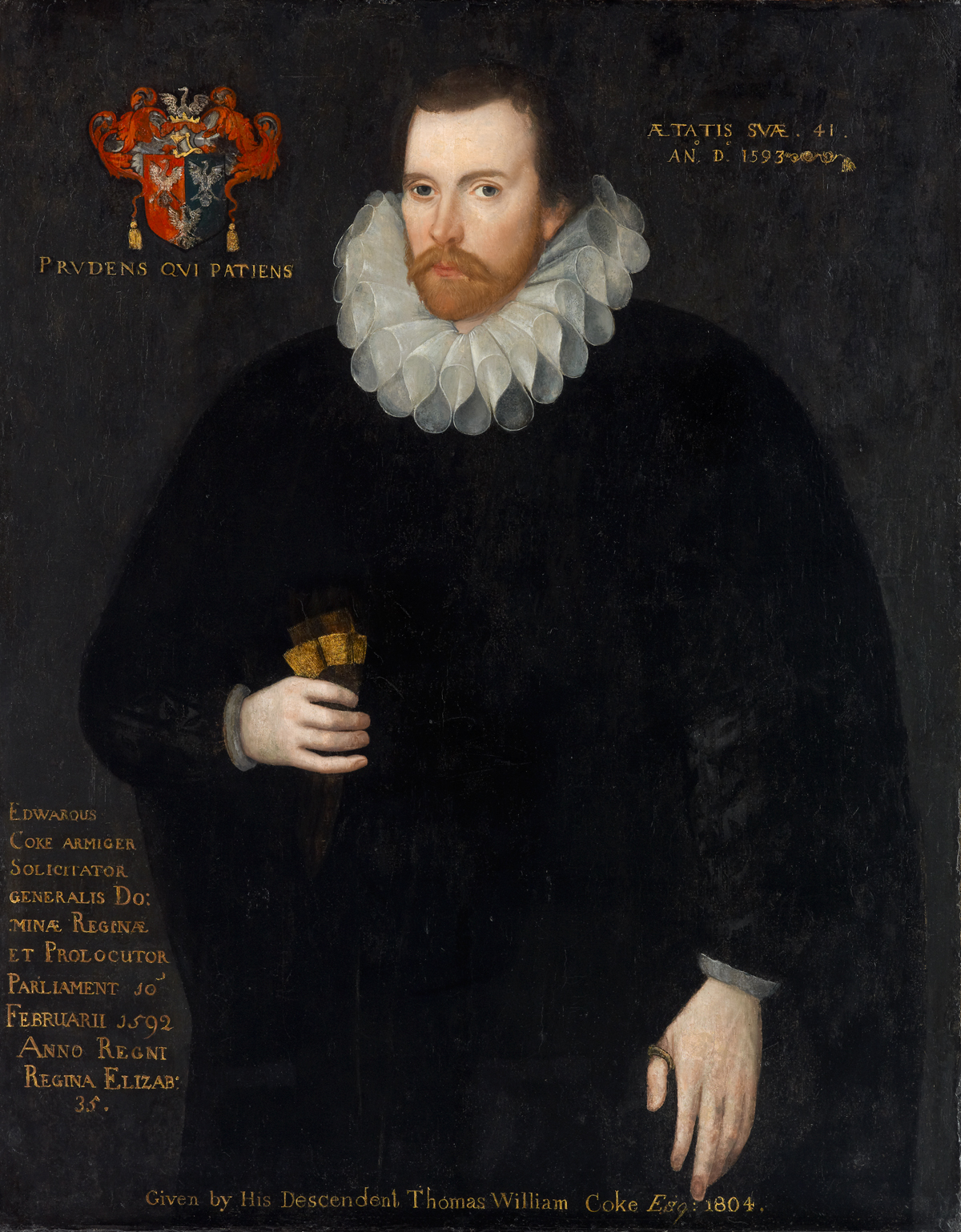
Judecătorul Coke, un renumit judecător englez din secolul al XVII-lea, considera că restricțiile generale asupra comerțului erau nerezonabile.

Dreptul englez privind restricțiile comerciale este precursorul direct al legislației moderne privind concurența, care a fost ulterior dezvoltată în Statele Unite. Acesta se bazează pe interzicerea acordurilor care contravin politicii publice, cu excepția cazului în care se poate demonstra rezonabilitatea unui acord. Practic, interzicea acordurile concepute pentru a restricționa comerțul altora. Cazul Dyer din 1414 este primul caz cunoscut în care un acord restrictiv de comerț a fost judecat în dreptul comun englez. În acest caz, un vopsitor a acceptat să nu-și exercite meseria în același oraș cu reclamantul timp de șase luni, fără a primi vreo contraprestație. La auzul încercării reclamantului de a impune această restricție, judecătorul Hull a exclamat: „Per Dieu, dacă reclamantul ar fi aici, ar trebui să fie închis până la plata unei amenzi către rege.” Instanțele au refuzat să impună sancțiunea împotriva vopsitorului pentru încălcarea acordului, considerând că acesta reprezenta o restricție nejustificată a comerțului. Ulterior, instanțele engleze au judecat o serie de cazuri care au dezvoltat treptat jurisprudența legată de concurență, care, în cele din urmă, a fost transformată în drept statutar.
Europa în jurul secolului al XVI-lea se afla într-o schimbare rapidă. Lumea Nouă fusese recent descoperită, iar comerțul transoceanic și jafurile asociate cu expansiunea colonială și conflictele internaționale aduceau o mare cantitate de bogăție în economia globală. În acest context, atitudinile comercianților începeau să se transforme. În 1561, în Anglia a fost introdus un sistem de Licențe de Monopol Industrial, similar cu brevetele moderne. Totuși, în timpul domniei reginei Elisabeta I a Angliei, acest sistem era, conform relatărilor, abuzat pe scară largă și utilizat exclusiv pentru menținerea privilegiilor existente, fără a stimula inovația sau producția. Ca răspuns, instanțele engleze au dezvoltat jurisprudență privind practicile comerciale restrictive. Statutul a urmat deciziei unanime din cazul Darcy v. Allein din 1602, cunoscut și ca Cazul Monopolurilor, prin care Curtea Regală a declarat nul dreptul exclusiv acordat de regina Elisabeta I lui Darcy pentru importul cărților de joc în Anglia. Darcy, un ofițer al curții regale, a cerut despăgubiri pentru încălcarea acestui drept de către pârât. Instanța a declarat acordul nul și a identificat trei trăsături ale monopolului: (1) creșterea prețurilor, (2) scăderea calității, (3) tendința de a-i reduce pe meșteșugari la inactivitate și cerșetorie. Aceasta a pus capăt monopolurilor acordate de coroana engleză până când regele Iacob I a reluat această practică. În 1623, Parlamentul a adoptat Statutul Monopolurilor, care a exclus în mare parte drepturile de brevet și breslele din interdicțiile sale. Sub domnia regelui Carol I, în timpul Războiului Civil Englez, și sub Carol al II-lea, monopolurile au continuat, fiind utilizate în special pentru strângerea de fonduri. Ulterior, în 1684, în cazul East India Company v. Sandys, s-a decis că drepturile exclusive de comerț în afara regatului erau legitime, deoarece doar afacerile mari și influente puteau desfășura comerț în condițiile dificile din străinătate.
Dezvoltarea dreptului concurenței timpurii în Anglia și Europa a fost profund influențată de lucrările precum Avuția națiunilor de Adam Smith, care a definit pentru prima dată conceptul economiei de piață. În aceeași perioadă, industrializarea a înlocuit meșteșugarii individuali și grupurile de meșteșugari cu muncitori plătiți și producție mecanizată. Succesul comercial a devenit din ce în ce mai dependent de maximizarea producției și de minimizarea costurilor. Astfel, dimensiunea unei companii a devenit tot mai crucială, iar numeroase țări europene au adoptat legislații pentru a reglementa marile întreprinderi care restricționau comerțul. După Revoluția Franceză din 1789, legea din 14–17 iunie 1791 a declarat nulă și neconstituțională orice acorduri între membrii aceleași bresle care stabiliseră prețurile într-o industrie sau pentru muncă, considerându-le contrare principiilor libertății. În mod similar, Codul Penal Austriac din 1852 a stipulat că „acordurile ... de a crește prețul unei mărfuri ... în dezavantajul publicului trebuie considerate infracțiuni.” În 1870, Austria a adoptat o lege care a abolit sancțiunile pentru astfel de acorduri, dar acestea au rămas în continuare nule și, prin urmare, fără efect juridic. În contrast, în Germania, legislația a validat explicit acordurile între firme pentru creșterea prețurilor. În secolele XVIII și XIX, s-au dezvoltat și aprofundat în Europa conceptele conform cărora companiile dominante sau monopolurile legale aveau potențialul de a restricționa excesiv comerțul. Totuși, spre sfârșitul secolului XIX, o criză economică, cunoscută sub numele de Panica din 1873, s-a extins în întreaga Europă. În acest context, ideile de concurență au început să piardă teren, fiind considerat necesar ca firmele să colaboreze prin formarea de carteluri pentru a face față presiunilor enorme asupra prețurilor și profiturilor.

## Dreptul modern al concurenței
Deși dezvoltarea dreptului concurenței a stagnat în Europa în ultima parte a secolului al XIX-lea, Canada a adoptat în 1889 ceea ce este considerat primul act normativ modern în materie de concurență. Legea privind prevenirea și suprimarea combinațiilor care restrâng comerțul a fost adoptată cu un an înainte ca Statele Unite să promulge cel mai faimos act normativ din domeniul dreptului concurenței, Legea Sherman din 1890. Aceasta a fost denumită după senatorul John Sherman, care a subliniat că legea „nu introduce un nou principiu de drept, ci aplică principii vechi și bine recunoscute ale dreptului comun”. Legea Sherman a avut un rol esențial în configurarea politicilor economice și de concurență din Statele Unite. A devenit un instrument-cheie în combaterea monopolurilor și a practicilor anticoncurențiale și a influențat semnificativ evoluția reglementărilor concurențiale la nivel global. Multe alte state s-au inspirat din această legislație, adoptând măsuri similare pentru a proteja piețele libere și competitivitatea economică.

### Dreptul antitrust în Statele Unite

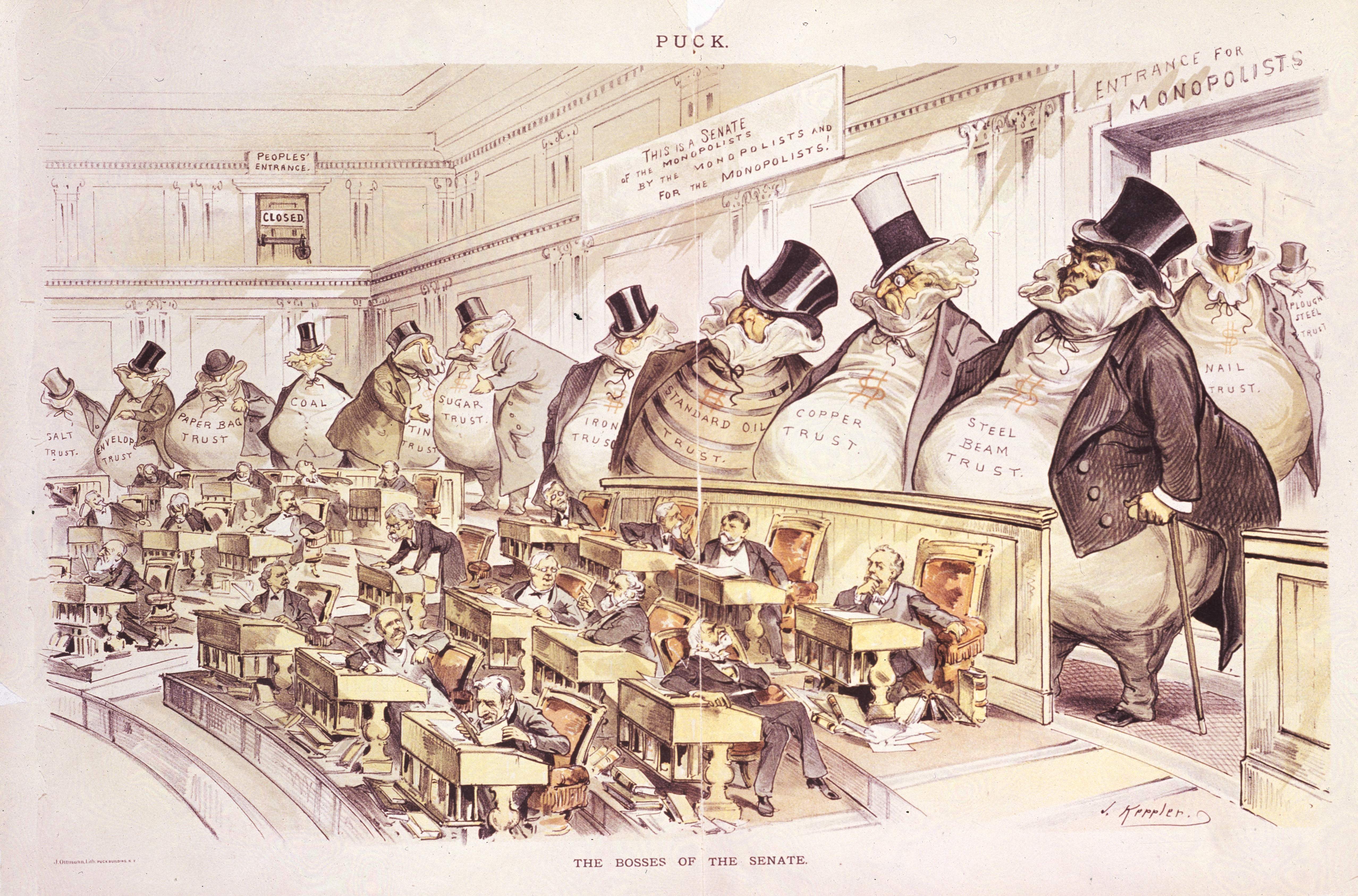
„Șefii Senatului”, o caricatură politică din 1889 creată de Joseph Keppler, ilustrează influența dominantă a corporațiilor—incluzând industrii precum oțelul, cuprul, petrolul, fierul, zahărul, staniul și cărbunele, precum și produse precum sacii de hârtie, plicurile și sarea—care, sub forma unor saci uriași de bani, umbrește micii senatori de la birourile lor în Camera Senatului Statelor Unite. Caricatura subliniază modul în care interesele corporative au dominat politica și legislația de la acel timp.

Legea Sherman din 1890 a fost adoptată pentru a interzice marilor companii restricționarea concurenței prin colaborarea cu rivalii pentru a controla producția, prețurile și cotele de piață, inițial prin intermediul asocierilor (aranjamente comerciale de tip consorțiu) și ulterior prin intermediul trusturilor comerciale (entități care combină și centralizează controlul asupra mai multor companii dintr-o industrie). Trusturile au apărut inițial în sectorul căilor ferate din Statele Unite, unde cerințele ridicate de capital pentru construcția căilor ferate au împiedicat dezvoltarea unor servicii concurente în teritorii insuficient populate la acea vreme. Aceste trusturi permiteau căilor ferate să aplice discriminarea în stabilirea tarifelor și a serviciilor pentru consumatori și afaceri și să înlăture concurenții potențiali. Diverse trusturi aveau capacitatea de a domina diferite industrii. De exemplu, trustul Standard Oil Company din anii 1880 domina mai multe piețe, inclusiv cele ale uleiului, plumbului și whisky-ului.  Impactul negativ al trusturilor a generat o preocupare semnificativă în rândul cetățenilor, ceea ce a determinat ca adoptarea Legii să devină o prioritate pentru ambele mari partide. Principala preocupare a acestei legi era că piețele concurențiale ar trebui să reglementeze prețurile, producția, interesele și profiturile. În schimb, Legea a interzis practicile anticoncurențiale, codificând doctrina dreptului comun referitoare la restricționarea comerțului. Rudolph Peritz a susținut că dreptul concurenței în Statele Unite s-a dezvoltat în jurul a două concepte adesea conflictuale: libertatea individuală, caracterizată prin absența intervenției guvernamentale, și garantarea unui mediu concurențial echitabil, liber de concentrarea excesivă a puterii economice. După adoptarea Legii Sherman, aplicarea dreptului concurenței a fost fundamentată pe diverse teorii economice, reflectând evoluțiile și perspectivele politice ale Guvernului.
Secțiunea 1 a Legii Sherman a declarat ilegale „orice contract, fie sub formă de trust sau altceva, fie conspirație, care restricționează comerțul între statele Uniunii sau cu națiuni străine.” Secțiunea 2 interzice monopolurile și, de asemenea, încercările și conspirațiile de a le institui. După adoptarea legii în 1890, instanțele din Statele Unite au aplicat aceste principii în sectorul afacerilor și al piețelor. Legea a fost aplicată fără o analiză economică consistentă până în 1914, când a fost completată de Legea Clayton, care a interzis în mod specific acordurile exclusive, în special acordurile de legare și consiliile de administrație interconectate, precum și fuziunile realizate prin achiziționarea de acțiuni.Începând din 1915, analiza bazată pe „regula rațională” — concept care evaluează efectele economice ale comportamentului anticompetitiv în contextul specific al pieței — a fost frecvent utilizată de instanțe în cazurile de concurență. Totuși, această perioadă a fost marcată de o aplicare deficitară a legii concurenței, caracterizată printr-o intervenție insuficientă în combaterea practicilor anticoncurențiale. Între 1936 și 1972, aplicarea legii antitrust a fost dominată de paradigma „structură-conductă-performanță” a Școlii de la Harvard. Între 1973 și 1991, aplicarea legii antitrust a fost influențată de principiul eficienței economice promovat de Școala de Economie din Chicago, care a devenit predominantă în această perioadă. Acest principiu a fost susținut de lucrări juridice importante, precum cartea „Paradoxul antitrustului” a judecătorului Robert Bork. Începând din 1992, teoria jocurilor a fost aplicată frecvent în cazurile de antitrust pentru a analiza comportamentele strategice ale companiilor și a evalua efectele competitive ale diferitelor practici comerciale. Această abordare a oferit instrumente analitice mai sofisticate pentru înțelegerea și prevenirea comportamentelor anticoncurențiale.
Odată cu adoptarea Legii Hart–Scott–Rodino privind îmbunătățirea legislației antitrust din 1976, fuziunile și achizițiile au fost supuse unei supravegheri mai riguroase din partea autorităților de reglementare din Statele Unite. Conform acestei legi, părțile implicate sunt obligate să notifice prealabil Departamentul de Justiție al Statelor Unite și Comisia Federală pentru Comerț înainte de finalizarea tranzacției. Începând cu 2 februarie 2021, Comisia Federală pentru Comerț a redus pragul de notificare la 92 de milioane USD în active combinate pentru tranzacție. Această ajustare are scopul de a extinde domeniul de aplicare al supravegherii antitrust, asigurând astfel că tranzacțiile semnificative sunt evaluate pentru a preveni efectele negative asupra concurenței și piețelor.

### Dreptul concurenței al Uniunii Europene
Dreptul concurenței a dobândit o importanță sporită în Europa în perioada interbelică, când Germania a adoptat prima lege împotriva cartelurilor în 1923, iar Suedia și Norvegia au urmat cu reglementări similare în 1925 și 1926. Cu toate acestea, în urma Marii crize economice din 1929, reglementările în materie de concurență au fost abandonate în Europa, fiind reintroduse după cel de-Al Doilea Război Mondial. Sub influența Statelor Unite, Regatul Unit și Germania au devenit primele state europene care au implementat legislații depline în materie de concurență. La nivel regional, dreptul concurenței din Uniunea Europeană își are originile în Tratatul Comunității Europene a Cărbunelui și Oțelului (CECO), semnat în 1951 de Franța, Italia, Belgia, Țările de Jos, Luxemburg și Germania, ca o inițiativă postbelică de cooperare economică. Acordul avea ca obiectiv împiedicarea Germaniei să restabilească dominația în domeniul producției de cărbune și oțel, deoarece se considera că această dominație contribuise la izbucnirea războiului. Articolul 65 al acordului interzicea constituirea cartelurilor, iar articolul 66 reglementa concentrările economice (fuziuni și achiziții) și abuzul de poziție dominantă de către întreprinderi. Aceasta a fost prima ocazie în care principiile dreptului concurenței au fost incluse într-un acord regional plurilateral, stabilind regula modelului trans-european al dreptului concurenței. În 1957, reglementările privind concurența au fost incluse în Tratatul de la Roma, cunoscut și sub denumirea de Tratatul CEE, care a înființat Comunitatea Economică Europeană (CEE). Tratatul de la Roma a stabilit implementarea dreptului concurenței ca unul dintre obiectivele fundamentale ale CEE, prin „crearea unui mecanism care să asigure că concurența pe piața comună nu este distorsionată”. Cele două dispoziții esențiale privind dreptul concurenței pentru întreprinderi au fost stabilite în articolul 85, care interzicea acordurile anticoncurențiale, cu anumite excepții, și articolul 86, care interzicea abuzul de poziție dominantă. Tratatul a instituit, de asemenea, principiile dreptului concurenței pentru statele membre, articolul 90 reglementând întreprinderile publice, iar articolul 92 stabilind regimul ajutoarelor de stat. Reglementările privind concentrarea economică (fuziuni și achiziții) nu au fost incluse în tratat deoarece statele membre nu au reușit să ajungă la un consens asupra acestui subiect la acel moment.
În prezent, Tratatul de la Lisabona interzice acordurile anticoncurențiale în articolul 101 alineatul (1), inclusiv fixarea prețurilor. Conform articolului 101 alineatul (2), orice astfel de acorduri sunt automat nule. Articolul 101 alineatul (3) prevede excepții, dacă coluziunea vizează inovații tehnologice sau de distribuție, oferă consumatorilor o „parte echitabilă” din beneficii și nu impune restricții nejustificate care riscă să elimine concurența oriunde (sau care respectă principiul general al dreptului Uniunii Europene al proporționalității). Articolul 102 interzice abuzul de poziție dominantă, cum ar fi discriminarea de preț și acordurile de exclusivitate. Regulamentul 139/2004/CE reglementează concentrarea economică (fuziuni și achiziții) între întreprinderi. Criteriul general este dacă o concentrare cu dimensiune comunitară (care afectează semnificativ mai multe state membre ale UE) ar putea împiedica în mod semnificativ concurența efectivă. Articolele 106 și 107 stabilesc că dreptul statelor membre de a furniza servicii publice nu poate fi îngrădit, însă, în alte situații, întreprinderile publice trebuie să adere la aceleași principii de concurență ca și întreprinderile private. Articolul 107 instituie reguli generale conform cărora statul nu poate acorda ajutoare de stat sau subvenții părților private în mod care să distorsioneze concurența liberă și prevede excepții pentru organizațiile de caritate, obiectivele de dezvoltare regională și în caz de calamitate naturală.
Printre principalele cauze judecate de Curtea de Justiție a Uniunii Europene în domeniul dreptului concurenței se numără cazurile Consten & Grundig împotriva Comisiei Europene și United Brands împotriva Comisiei Europene.